# Ilex yunnanensis
Ilex yunnanensis là một loài thực vật có hoa trong họ Aquifoliaceae. Loài này được Franch. mô tả khoa học đầu tiên năm 1899.

## Hình ảnh

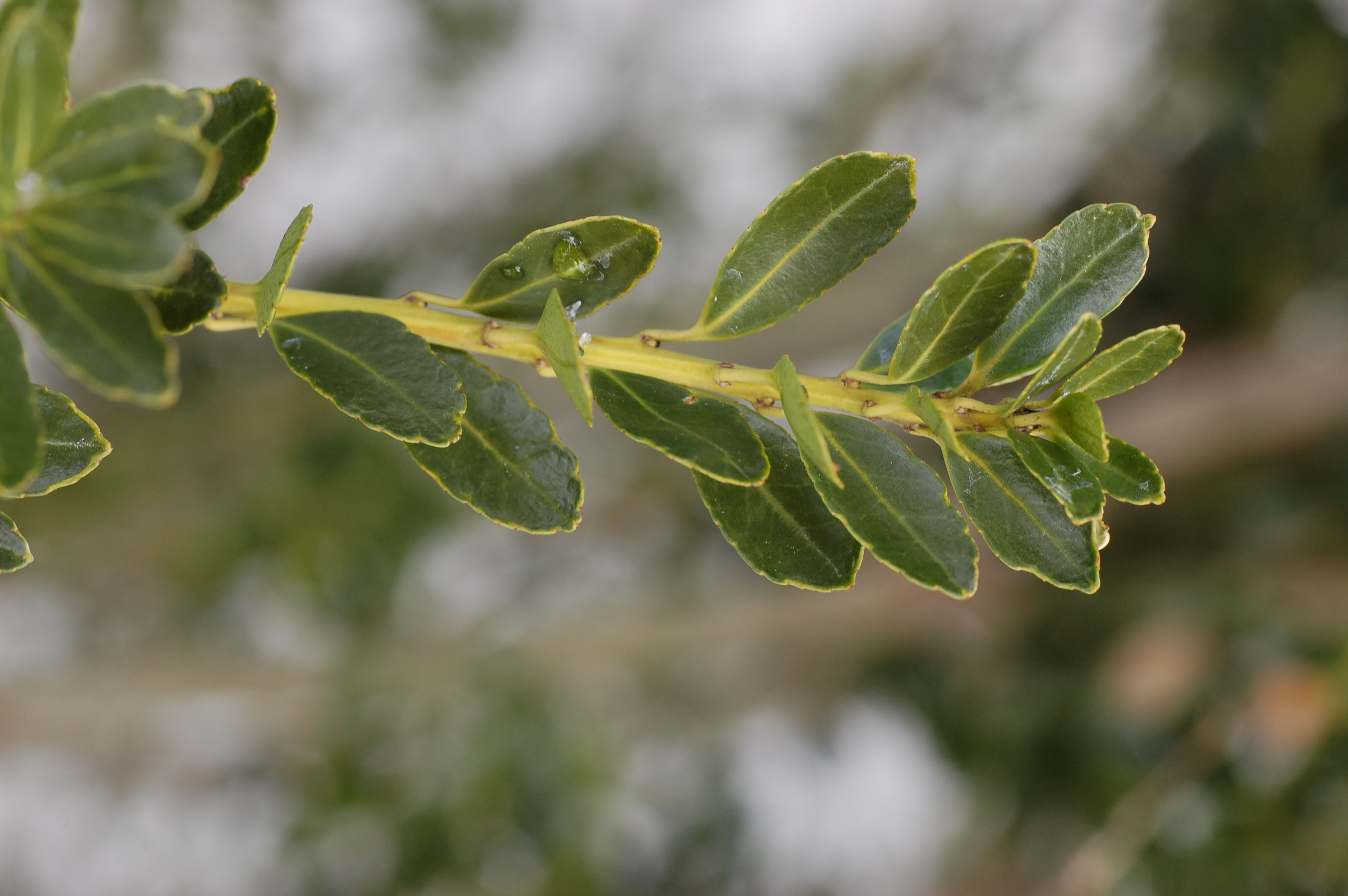